# Cornelisdagen
Cornelisdagen är ett årligt återkommande musikarrangemang, sedan 1988, för att hylla och minnas Cornelis Vreeswijk. Cornelisdagen arrangeras av Cornelis Vreeswijksällskapet och går alltid av stapeln första eller andra söndagen i augusti på Mosebacke Terrass. Under årens lopp har en lång rad av kända artister uppträtt på Cornelisdagen, bland andra Sven Zetterberg (1989 och 1990), Monica Zetterlund (1990), Rolf Wikström (flera gånger), Jack Vreeswijk (flera gånger), Freddie Wadling (2000 och 2005), Louise Hoffsten (2001), Mikael Wiehe (2003), Laleh (2005) och Peps Persson (2007 och 2008).
På Cornelisdagen kungörs årets stipendiat av Cornelis Vreeswijk-stipendiet.